# گرین‌وود (سیاتل)
گرین‌وود (به انگلیسی: Greenwood) یک منطقهٔ مسکونی در ایالات متحده آمریکا است که در واشینگتن واقع شده‌است. این مکان در تقاطع خیابان گرین وود شمالی و خیابان ۸۵ شمالی در مرکز تجاری است. گرین‌وود به‌خاطر کافه‌ها، رستوران‌ها، قهوه‌خانه‌ها، تئاترها و فروشگاه‌های تخصصی متعددش شناخته می‌شود. گذرگاه‌های اصلی گرین وود خیابان گرین وود شمالی و خیابان‌های ۸۰ و ۸۵ شمالی هستند.
از سال ۱۹۹۳ این محله میزبان «نمایش خودروی گرین‌وود» در آخرین شنبه ماه ژوئن بوده‌است. یکی دیگر از رویدادهای سالانه «رژه دریایی گرین‌وود» است که در چهارمین چهارشنبه ماه ژوئیه برگزار می‌شود. هر دو رویداد ده‌ها هزار بازدید کننده را به این محله می‌کشاند.